# Haydée Ramírez
Haydee Ramírez (Ansermanuevo, Valle del Cauca; 26 de marzo de 1962) es una actriz y modelo colombiana, que se ha dado a conocer por participar en la serie Padres e hijos desde 1999. También participó en la telenovela Café, con aroma de mujer, junto a Margarita Rosa de Francisco.

## Carrera
Haydee Ramírez inicia su carrera como actriz, con La Posada, dirigida por Mauricio Navas. Esa misma década participa en la miniserie Bendita Mentira, OK-TV, Amar y vivir y Amar y vivir, película.
Trabajó en una telenovela venezolana titulada María María. Le sigue la serie Oki Doki. 
En el año 1993 participa en las telenovelas La maldición del paraíso y Café, con aroma de mujer. 
En el año 1995 participa en la telenovela Eternamente Manuela. 
En el año 1998 hace una actuación especial en la serie Hilos invisibles. 
Vuelve a la televisión en el año 2003 y participa en Francisco el Matemático. 
En el 2004 participa en Al ritmo de tu corazón, Las noches de Luciana y Todos quieren con Marilyn.
Después de 8 años de ausencia en el 2012 participa en la telenovela estadounidense Corazón valiente, donde interpretó a Rosario. Compartió créditos con Adriana Fonseca, Aylín Mújica,  José Luis Reséndez y Fabian Ríos.

## Filmografía

### Televisión
- Rojo carmesí (2024) — Victoria Vargas de Morales
- Viejitos en fuga (2023) — Carmen
- Dejémonos de Vargas (2023) — Catalina
- El inquisidor (2019) — Mamá de Andrés
- Azúcar (2016) — Alejandrina Vallecilla (adulta)
- Esmeraldas (2015) — Olga Guerrero (mayor)
- ¿Quién mató a Patricia Soler? (2015) — Doctora
- Corazón valiente (2012-2013) — Rosario
- ¿De qué tamaño es tu amor? (2006) — Ana María de Aragón
- Las noches de Luciana (2004) — Stella Antequera
- Al ritmo de tu corazón (2004) — María Clara Andrade
- Todos quieren con Marilyn (2004)
- Padres e hijos (1999-2009) — Gabriela Sánchez de Franco
- Hilos Invisibles (1998)
- Eternamente Manuela (1995) — Sara
- Amanda, tortas y suspiros (1995) — Salomé
- Café, con aroma de mujer (1994) — Marcia Fontalvo
- La maldición del paraíso (1993)
- María María (1993)
- Oki Doki (1992)
- Bendita mentira (1992)
- La alternativa del escorpión (1992)
- OK-TV (1992)
- La posada (1988)
- Amar y vivir (1988)

### Cine
- Amar y vivir, la película (1989)

### Otros espectáculos
- "La taza de té de papa" (2000)

## Premios y nominaciones

### Premios TVyNovelas
| Año  | Categoría                         | Telenovela o Serie | Resultado |
| ---- | --------------------------------- | ------------------ | --------- |
| 2003 | Mejor actriz protagónica de serie | Padres e hijos     | Nominada  |
| 2002 | Mejor actriz protagónica de serie | Padres e hijos     | Nominada  |
| 2001 | Mejor actriz protagónica de serie | Padres e hijos     | Nominada  |
| 2000 | Mejor actriz protagónica de serie | Padres e hijos     | Ganadora  |